# 야마니시역
야마니시역(일본어: 山西駅)은 일본 에히메현 마쓰야마시에 위치한 이요 철도 다카하마 선의 철도역이다. 역 번호는 IY 05이며, 섬식 승강장 1면 2선의 구조를 갖춘 지상역이다.

## 타는 곳
| 1 | ■ 다카하마 선 | 하행 | 미쓰 · 다카하마 · (마쓰야마 관광항) 방면 |
| 2 | ■ 다카하마 선 | 상행 | 기누야마 · (마쓰야마시) 방면             |

## 역 주변
- 마쓰야마 시립 미쓰하마 중학교

## 역사
- 1927년 11월 1일 : 개업. 당초는 닛타 중학교(당시) 앞에 위치해, 후루미쓰 촌의 집락을 피하기 위해, 급곡선의 S자가 들어왔다.
- 1931년 5월 1일 : 현재 위치로 이전. 현) 니시키누야마 역 부근 - 야마니시 역 간의 선형 개량 실시 (곡선 완화, S자 → 직선화) . 폐선 부지의 일부는, 현재도 주택가의 잔여 부지로 남아 있다.

## 인접 역
| 이요 철도 다카하마 선           | 이요 철도 다카하마 선 | 이요 철도 다카하마 선              |
| ------------------------------- | --------------------- | ---------------------------------- |
| IY 04 미쓰 마쓰야마 관광항 방면 | ■ 다카하마 선         | 니시키누야마 IY 06 마쓰야마시 방면 |